# Oberallmeindkorporation Schwyz

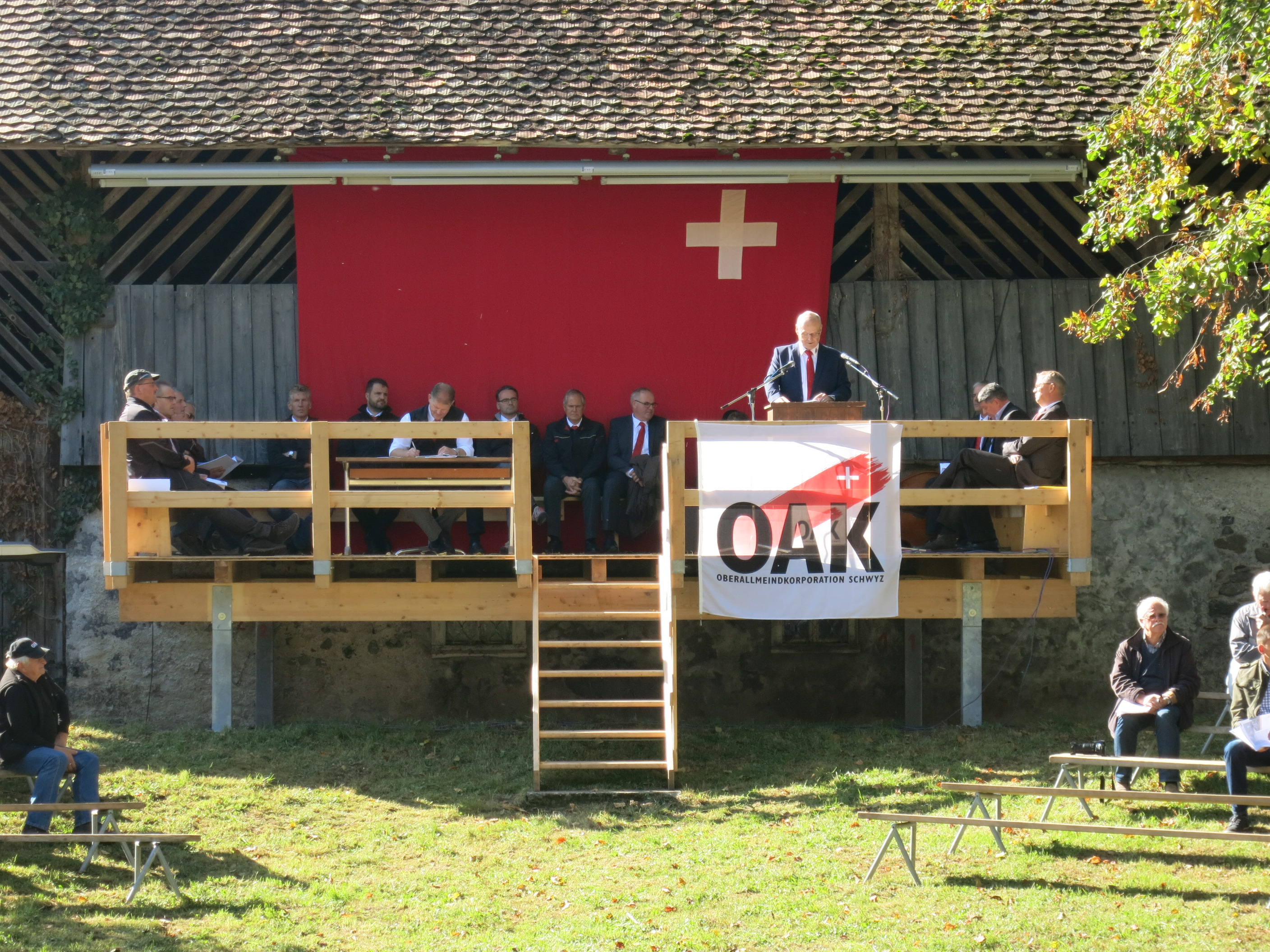
Oberallmeind-Gemeinde 2016: «Brüggli» mit Verwaltungsrat und Stimmenzähler

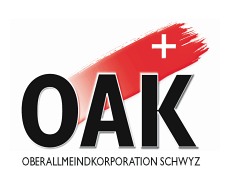

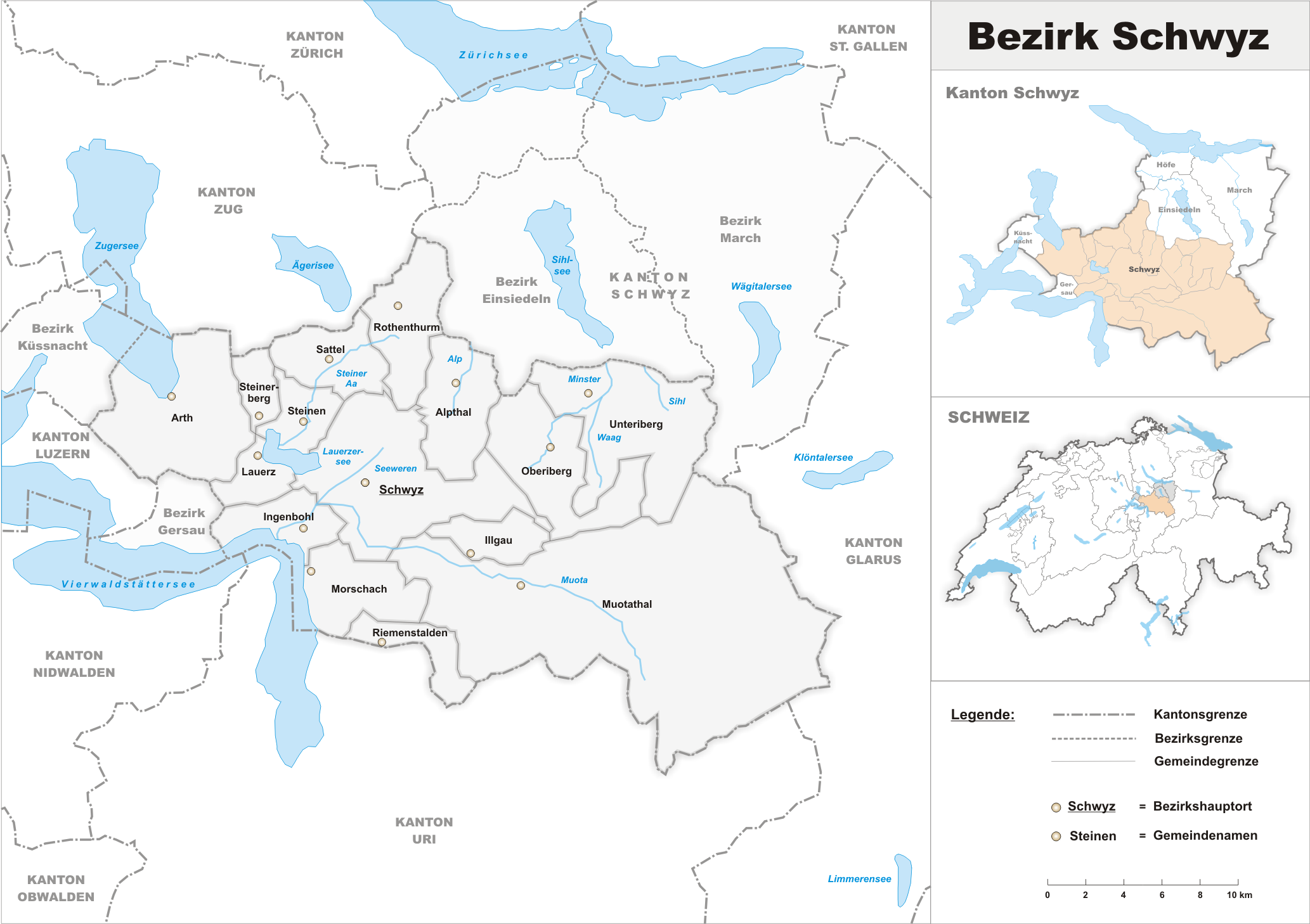
Das Gebiet des Bezirks Schwyz deckt sich grösstenteils mit demjenigen der Oberallmeindkorporation

Die Oberallmeindkorporation Schwyz (OAK) (Kurzform: Oberallmeind) ist eine Korporationsgemeinde im Kanton Schwyz. Sie ist die flächenmässig grösste Korporation der Schweiz und mit über 900 Jahren älter als die Eidgenossenschaft.

## Geschichte
Spätestens im 7. Jahrhundert wanderten Alemannen in das Land am Fusse der beiden Mythen ein, wo sie durch generationenüberspannende Rodung einen Wirtschafts- und Kulturraum schufen. Neue landwirtschaftliche Produktionstechniken (Grossviehzucht, Käseherstellung, Alpsömmerung, Dreifelderwirtschaft usw.) führten dazu, dass sie begannen – neben ihren privaten Hofsiedlungen – Allmenden, Alpen, Wälder, Wege, Stege, Gewässer und unwirtliches Land in gemeinsamer Arbeit als Gemeineigentum auf genossenschaftlicher Basis zu nutzen.

### Altes Land Schwyz
Die Oberallmeind geht auf die mittelalterliche Siedlungs- und Flurgenossenschaft Schwyz zurück, die den Talkessel Schwyz, Steinen, Sattel, Rothenthurm, Alpthal, Muotatal, Riemenstaldnertal und Ybrig umfasste. Die Ausdehnung des Siedlungsraumes fand im teilweise kriegerischen Marchenstreit mit dem Kloster Einsiedeln statt, der schon 1114 historisch belegt ist und 1350 zur im Wesentlichen bis heute gültigen Grenzziehung führte.
Das Gebiet des Bezirkes Schwyz mit einer Fläche von 506,6 km² und 47.696 Einwohnern (2001) deckt sich mit dem historischen «Alten Land Schwyz», dem ehemals souveränen Stand, der sich mit Uri und Unterwalden zur Urschweizer Eidgenossenschaft verband.

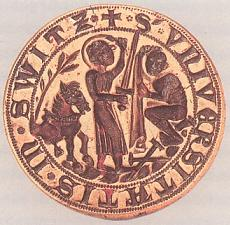
Schwyzer Landessiegel von 1294

Die Ausdehnung des Landes sowie Verwaltung und Nutzung der Gemeingüter lagen in Schwyz nicht, wie an vielen anderen Orten bei der Kirche oder Dorfschaften, sondern bei der Talgenossenschaft. Der gesamte Talkessel Schwyz bestand aus der Pfarrei Schwyz, in der alle Siedler vereinigt waren, wie die ältesten Landessiegel und Hoheitszeichen des Landes Schwyz (die älteste erhaltene Petschaft des Schwyzer Landessiegels war ab 1294 in Gebrauch) mit dem heiligen Martin, dem Patron der Pfarrkirche Schwyz, bezeugen. Die Talschaft konnte ihre unabhängige Stellung und die freie Verfügung über die Gemeingüter die ganze Zeit bewahren und verlor sie nicht an eine adelige oder klösterliche Herrschaft. Zur einfacheren Verwaltung des Landes wurde das Gebiet in Viertel eingeteilt. Im Laufe des 13. Jahrhunderts entwickelte sich aus der Siedlungs- und Wirtschaftsgemeinschaft der Talgenossen die politische Gemeinde des Landes Schwyz, die reichsunmittelbar war, sich eine Landsgemeindeverfassung gab, die Landesbeamten und Richter wählte und Gesetze erliess. Alle Fragen, welche die Genossengüter betrafen, wurden auch von diesen Behörden beraten und entschieden. Dabei bildeten Kanton (Staat) und Korporation (Allmendgenossenschaft) eine Einheit. Das politische und behördliche Machtzentrum des Landes mit seiner ausgedehnten Gemeinmarch befand sich seit dem Spätmittelalter am Landsgemeindeplatz in Ibach und im Rathaus auf dem Dorfplatz von Schwyz.

### Helvetik
Die Geschichte der Oberallmeind verlief bis ins frühe 19. Jahrhundert parallel zur Geschichte des Alten Landes Schwyz. Während der Helvetik (1798 bis 1803) wurde die Souveränität des Alten Landes Schwyz vernichtet und zwei helvetischen Kantonen (Waldstätten und Linth) zugewiesen. Weil die Mediationsverfassung von 1803 hier keine Korrektur der zentralistischen helvetischen Ordnung vornahm, begannen die Alt-Schwyzer die vorrevolutionären Zustände wiederherzustellen. Es gelang ihnen ihre Vormachtstellung im Kanton bis 1830 zu behaupten. 1833 verfügte die eidgenössische Tagsatzung die Wiedervereinigung der für kurze Zeit getrennten Kantonsteile. Die Kantonsverfassung von 1833 stellte die Gleichheit des Landes Schwyz mit den übrigen sechs Bezirken sicher. Die fortdauernde faktische Vormacht des Bezirkes Schwyz innerhalb des Kantonsgebietes wurde erst in der neuen Verfassung vom 18. Februar 1848 beendet, die dem Kanton Schwyz und dem fest definierten Bezirk Schwyz ihren Platz im neuen Bundesstaat zuwies.

### Trennung von Oberallmeind und Bezirk/Kanton
1814 löste sich die Oberallmeind von der politischen Verknüpfung mit dem Bezirk und dem Kanton. Nach langen Jahren und vielen Kämpfen entstand die moderne Oberallmeindkorporation. Dabei ging es um das Recht, die Allmendgüter zu nutzen, das Vieh auf der Alp zu sömmern, Holz zu schlagen und Ländereien zu bewirtschaften. Bis 1798 hatten die Landleute an der Landsgemeinde allein über Allmendfragen bestimmt. 1816 wurde ein Oberallmeindgericht (heute Verwaltungsrat) und erste eigenständige Verordnungen geschaffen. Die niedrig gelegenen Bodenallmeinden sowie einige Alpen wurden 1882 den Oberallmeindgenossen der einzelnen Kirchgemeinden als Genossamen zu Eigentum zugeschlagen, 1933 kamen etliche Waldungen dazu.

### Rechte der Bewohner
Die Bewohner des Landes Schwyz waren rechtlich nicht alle gleichgestellt. Neben den Landleuten, denen alle politischen Rechte zustanden und denen die Genossengüter zur Nutzung offen waren, gab es die Niedergelassenen (Beisassen) und Aufenthalter (Einsassen), die von der Landsgemeinde ausgeschlossen waren und nur ein eingeschränktes Nutzungsrecht besassen. Als die Beisassen 1798 als «Neue Landleute» ins Landrecht aufgenommen wurden, blieben sie allmendrechtlich weiterhin benachteiligt. Die «Alten Landleute» verfügten nach den Umwälzungen der napoleonischen Zeit 1814 die Trennung der Ober- und Unterallmeind von Bezirk und Kanton Schwyz.
Die Landsgemeinde der Gemeinden des Kantons Schwyz vom 6. Mai 1838 (Prügellandsgemeinde) auf der Altmatt bei Rothenturm musste vom Landammann aufgelöst werden, weil es zu einer Massenschlägerei kam. Der Grund für die Auseinandersetzung innerhalb der Korporation Oberallmeind war ein Nutzungsstreit zwischen den Klauenmännern (Kleinviehbesitzer) und den Hornmännern (Grossviehbesitzer), weil letztere die Forderung der Klauenmänner für eine Änderung der Berechnung des Viehauftriebs auf die Alpen nach einer kleineren Einheit (Kleinvieh, Klauen) statt Grossvieh (Hörner) ablehnten. Die eidgenössische Tagsatzung griff als Schlichtungsinstanz ein und beschloss, dass eine weitere Kantonsgemeinde unter eidgenössischer Aufsicht abgehalten werden müsse.

## Rechtliche Grundlagen
Die rechtlichen Grundlagen für die Kooperationsgemeinden sind in Artikel 75 der Verfassung des Kantons Schwyz festgehalten:
- Korporationen sind selbständige Körperschaften des kantonalen öffentlichen Rechts. (Absatz 1)
- Ihr Bestand und ihre Selbstverwaltung im Rahmen der Rechtsordnung bleiben gewährleistet. (Absatz 2)
- Sie sorgen für die Werterhaltung ihrer Güter und verwalten und nutzen diese selbständig. (Absatz 3)

## Statuten

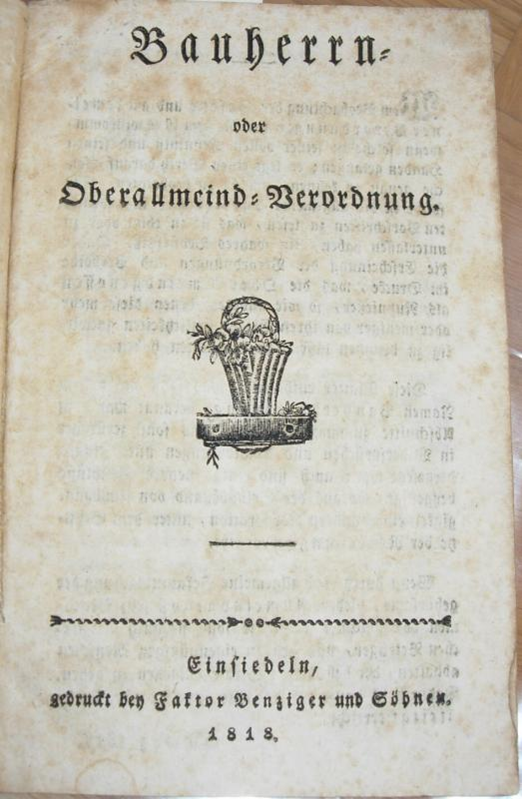
Bauherrn- oder Oberallmeind-Verordnung von 1818

Die Vorgängerin der heutigen Statuten trat 1818 als Bauherrn- oder Oberallmeind-Verordnung in Kraft. Die nutzungsberechtigten Genossen wurden 1894 erstmals mit ihren Familiennamen in der Verordnung aufgeführt. 1998 waren es 97 Namen.
In den Statuten vom 1. Januar 2006 sind Namen, Sitz, Zweck, Haftung, Mitgliedschaft, Korporationsnutzen, Organe und Verwaltungs- und Bewirtschaftungsgrundsätze geregelt. Sie verfügen über einen Anhang mit Verordnungen über den Verkauf von Landparzellen und die Einräumung von Baurechten, Wald und Forstwirtschaft, Alp, Holzschnitzel und Tourismus.
Unter dem Namen «Oberallmeindkorporation Schwyz» besteht eine aus den Korporationsgeschlechtern hervorgegangene altrechtliche Körperschaft des kantonalen öffentlichen Rechtes. Sie wird durch die Korporationsbürger und Korporationsbürgerinnen gebildet.
Sitz und Versammlungsort der Korporation befindet sich seit jeher in Schwyz. Lange Zeit hatte die Oberallmeind ihren Sitz im Rathaus. 1926 wurde das Verwaltungsgebäude der Oberallmeind an der Herrengasse in Schwyz bezogen und 1998 zog sie in die neue Überbauung im Brüöl.
Das Korporationsgut setzt sich aus Grundstücken, Wertschriften, Guthaben, Rechten und andern Vermögenswerten zusammen.
Die Korporation hat den Zweck, das Korporationsgut in seiner Substanz zu erhalten und es im Interesse der Korporation wirtschaftlich zu nutzen und zu mehren. Aus den Erträgnissen können ein Korporationsnutzen ausbezahlt und öffentliche, gemeinnützige oder wohltätige Vorhaben unterstützt werden.
Die Organe der Korporation bestehen aus Oberallmeindgemeinde, Verwaltungsrat, Geschäftsführer und Rechnungsprüfer.

## Oberallmeindgemeinde

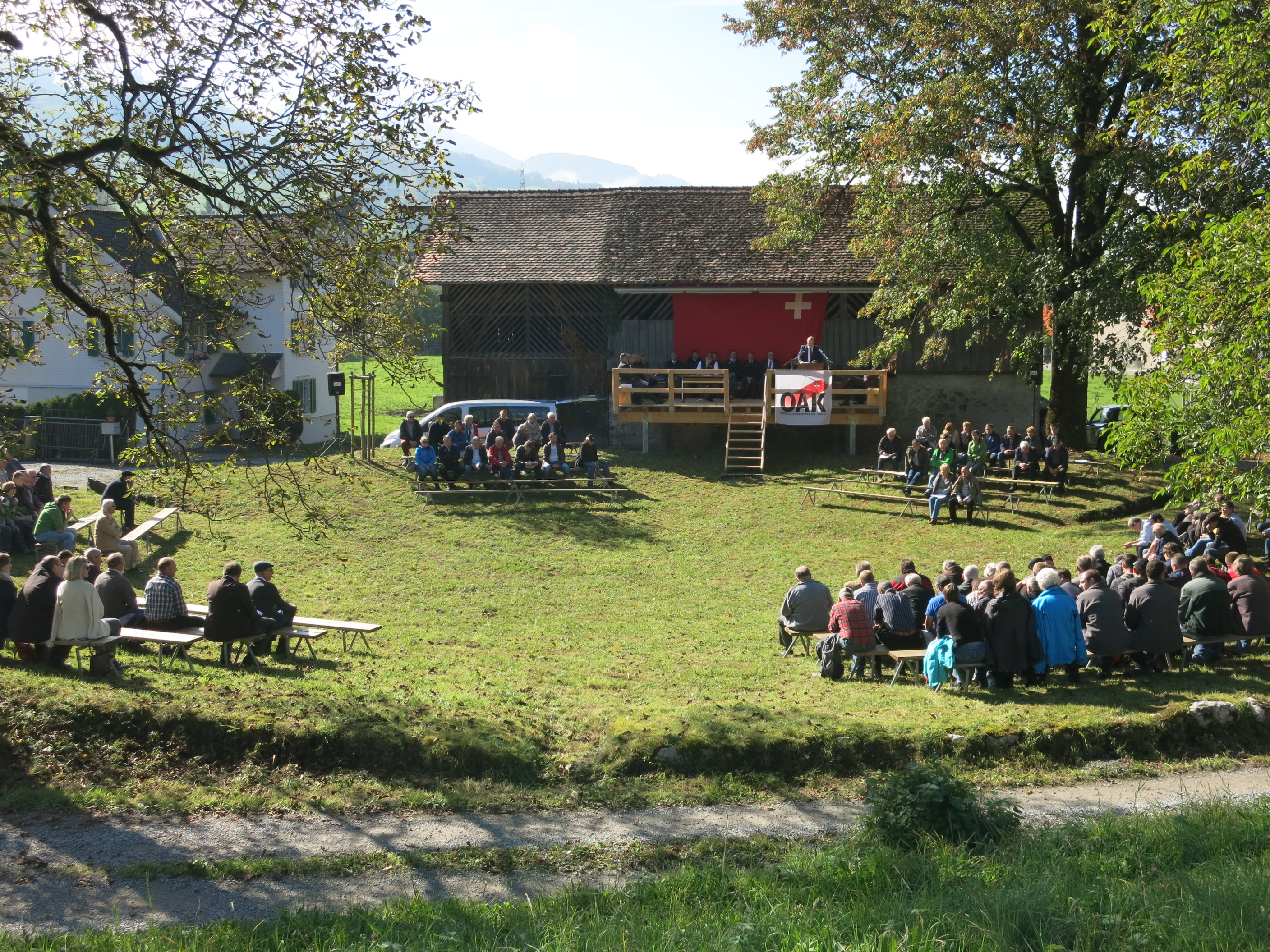
Oberallmeind-Gemeinde 2016, Ring Ibach

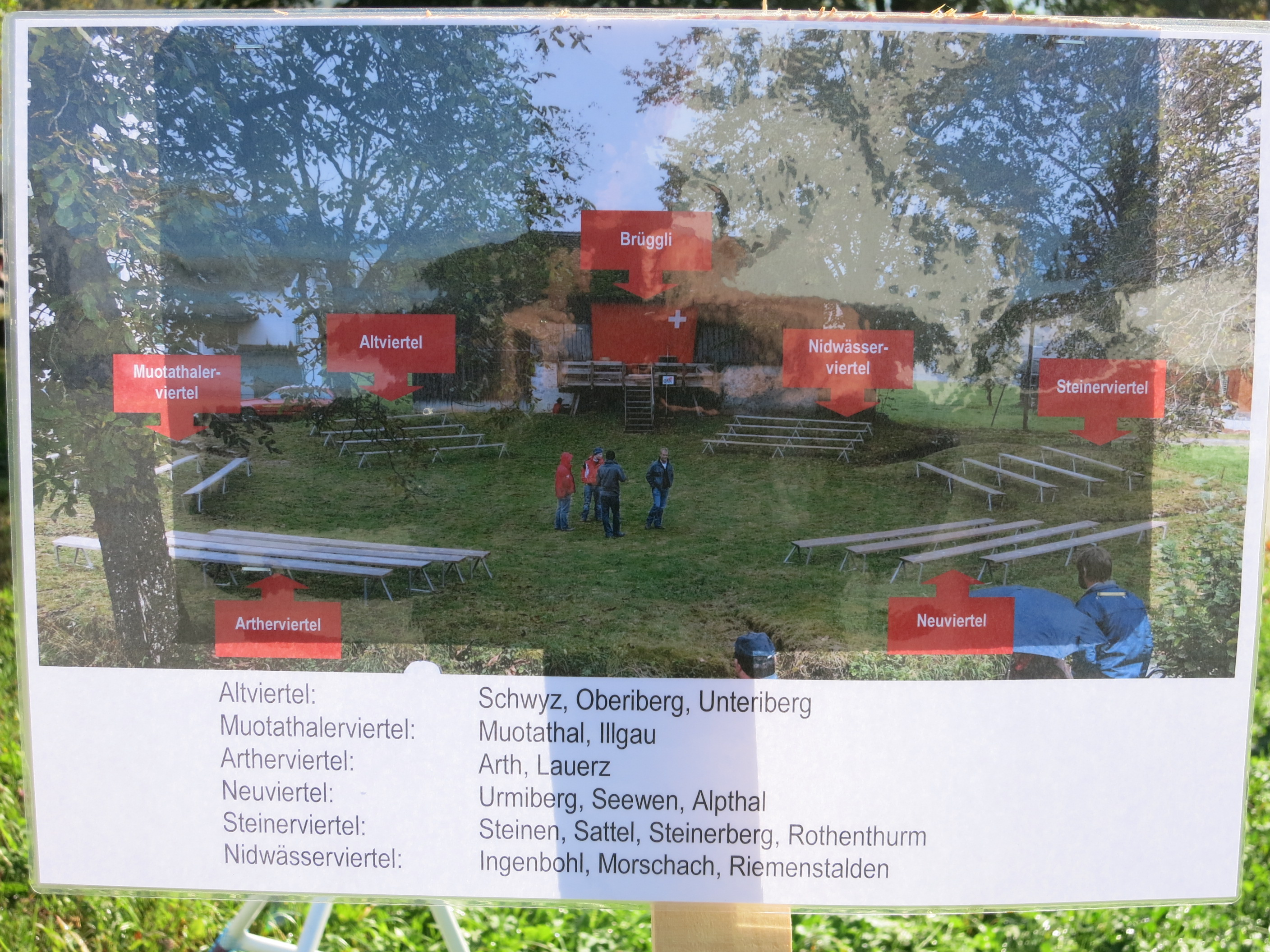
Oberallmeind-Gemeinde 2016: traditionelle Sitzordnung

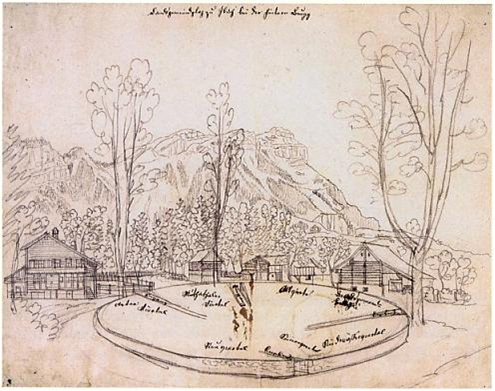
Ring zu Ibach

Oberstes Organ der Oberallmeind sind die Korporationsbürgerinnen und -bürger, die sich jeden dritten Sonntag im Oktober zur OAK-Landsgemeinde im Ring bei der hinteren Brücke in Ibach und bei schlechter Witterung in der Pfarrkirche Schwyz treffen. Sie wählen den Verwaltungsrat, entscheiden über Rechnung, Budget und Sachvorlagen. Dabei haben sie überall das letzte Wort.
Die erste Oberallmeind-Landsgemeinde fand 1816 statt. Nach der traditionellen Sitzordnung sitzen Verwaltungsrat, Geschäftsführer und Oberallmeindschreiber vorne auf dem «Landsgemeindbrüggli» und gegenüber im Ring sitzen im Uhrzeigersinn:
- Nidwässer-Viertel: Ingenbohl, Morschach, Riemenstalden
- Steiner-Viertel: Steinen, Sattel, Steinerberg, Rothenthurm
- Neu-Viertel: Urmiberg, Seewen, Alpthal
- Arter-Viertel: Arth, Lauerz, Goldau
- Muotathaler-Viertel: Muotathal, Illgau
- Alt-Viertel: Schwyz, Oberiberg, Unteriberg

Der Ring bestand ursprünglich aus dem Nidwässer- (rechts der Muota), Obwässer- (links der Muota), Steiner- und Muotathalerviertel. Später teilte sich das Obwässerviertel in Alt- und Neuviertel und 1353 (Zeit des Morgartenkriegs) kam das Artherviertel dazu. Arth konnte damals seine Genossengüter behalten und bildet bis heute neben der Oberallmeind Schwyz die selbständige Unterallmeind Arth.
In ihren Formen der demokratischen Debatte und der Willensbildung im Ring von Ibach lebt die uralte Landsgemeindeverfassung von Schwyz weiter.

## Verwaltungsrat (früher Oberallmeindgericht) und Geschäftsleitung
Der elfköpfige Verwaltungsrat leitet die Korporation strategisch (Strukturen, Geschäftsfelder, längerfristige Finanzierungen) und erledigt sämtliche Geschäfte, die nicht durch die Statuten oder durch Verordnungen einem anderen Organ der
Korporation zugewiesen sind. Bei seiner Wahl wird auf eine angemessene Vertretung der
sechs «Viertel» Rücksicht genommen. Der Präsident leitet Rat und Gemeinde und repräsentiert die Oberallmeind nach aussen. Der Säckelmeister beaufsichtigt das Rechnungswesen.
Seit dem 19. Jahrhundert werden für bestimmte Verwaltungszweige vom Verwaltungsrat Spezialkommissionen gebildet. Zurzeit sind das Forst-, Finanz- sowie die Alpkommission.
Der Geschäftsführer ist im Rahmen der vom Verwaltungsrat festgelegten Ziele und politischen Vorgaben für die operative Geschäftsführung verantwortlich.

## Mitgliedschaft, Korporationsbürgerrecht, alte Landleute
Nutzungsberechtigtes Mitglied kann nur werden, wer von einem im Mitgliederregister eingetragenen mitverwaltungsberechtigten Korporationsmitglied abstammt, Schweizer Bürger und mindestens achtzehn Jahre alt ist und einen Wohnsitz im Kanton Schwyz hat.
1998 hatte die Oberallmeind 97 nutzungsberechtigte Geschlechter (alte Landleute) mit rund 14'000 Personen. Die Frauen erhielten das Korporationsbürgerrecht 1993, das sie seit 2006 weitergeben können.
Mit Stichdatum 31. März 2017 hatte die Oberallmeindkorporation Schwyz 18'970 Korporationsbürgerinnen und Korporationsbürger. Die grosse Zahl der jährlichen Anmeldungen entspricht dem Sinne des Leitbildes.

## Korporationsgut
Der Grundbesitz der Oberallmeind ist mit 24'000 Hektaren wenig grösser als die Fläche des Kantons Zug.
Nach der alten Verfassung des Kantons Schwyz war sie verpflichtet, ihren Bestand ungeschmälert zu bewahren. Sie durfte, wie es in der Oberallmeind-Verordnung hiess, ihren Besitz «nicht verschleudern».
Die vier Geschäftsfelder der Oberallmeind sind die Bereiche Wald (Forstwirtschaft), Alp (Alpwirtschaft), Grundeigentum/Immobilien und Energie. Die Oberallmeind verfügte 2005 über 80 Arbeitsplätze und besass rund 9'031 ha Wald, 8'000 ha produktives Alpgebiet mit 162 Alpen sowie Immobilien. 2006 wurde die OAK Energie AG zur Gewinnung von Energie aus Holz und andern einheimischen Energieträgern gegründet.

### Steine, Wasser, Energie, Holz
Die natürlichen Ressourcen auf dem Gebiet der Oberallmeind dienen als Steinbrüche für die Baustoffherstellung (Kibag), als Trinkwasser für zahlreiche Gemeinden und zur Energiegewinnung mit Wasser und Holzschnitzel (Elektrizitätswerk des Bezirkes Schwyz (EBS), OAK Energie AG). Der Forstbetrieb der Oberallmeindkorporation Schwyz produziert neben Energieholz (Hackschnitzel) grössere Mengen an Stammholz und beliefert vorwiegend Schweizer Sägereien im Umkreis von 30 Kilometern mit Schweizer Holz. Dies sichert viele Arbeitsplätze in der Region und der Schweizer Holzbranche.

### Verbauungen und Erschliessungen
Ursprünglich sorgte das Land Schwyz für den Ausbau des Grundverkehrsnetzes. Bei der Güterausscheidung zwischen dem Kanton und den Korporationen 1836 übernahm die Oberallmeind den Unterhalt für einen grossen Teil des traditionellen Wegnetzes und baute sie nach und nach zeitgemäss aus (Holzegg-, Ibergeregg-, Pragelstrasse usw.). Zum Schutze des
Lebensraumes vor Naturgewalten pflegt die Oberallmeind den Gebirgswald, erstellt als Mitglied von über 40 Wuhrkorporationen Verbauungen von Wildbächen, Lawinenverbauungen
und Aufforstungen (Zinglen, Schwarzstock, Bisistal usw.).

### Natur und Landschaft
Durch die jahrhundertelange Nutzung der Wiesen und die Pflege der Wälder ist den Landwirtschaftsflächen und Gebirgswaldungen ihr natürliches Gepräge erhalten
geblieben. Die für das Land Schwyz typische Streubauweise gibt ihr eine spezielle Prägung. Die Oberallmeind fördert den Ausgleich der Interessen von Landwirtschaft und Naturschutz, den Schutz seltener Biotope (Bödmerenwald, Hochmoor von Rothenthurm), des typischen Landschaftsbildes und der Lebensräume der Wildtiere.

### Tourismus
Die Landschaft begünstigt den Sommer- und Wintertourismus. Die uralten Wege wurden zu Wanderwegen, wie der Jakobsweg vom Alpthal über den Haggen nach Schwyz oder der alte Schwyzerweg zwischen Ibergeregg und Änglisfang. Naturfreunde und Sektionen des SAC bauten Hütten in den Skitouren-, Wander- und Klettergebieten auf dem Stoos, der Lidernen, Glattalp, der Ibergeregg und auf der Furggelen. 1968 wurde das Skigebiet Hoch-Ybrig erschlossen. Die Oberallmeind ist als Grundbesitzerin und durch finanzielle Beteiligungen mit vielen dieser Tourismusinfrastrukturen verflochten.

## Alpverordnung
Für die Nutzung der Auftriebsalpen ist das Leitbild massgebend, welches
namentlich auch die Vor- und Nachatzung bestimmt. Die Nutzungsmodalitäten der Streue-, Heu- oder Zirkteile (Wildheuflächen) richten sich nach den besonderen
vertraglichen Abmachungen oder nach der Tradition und Praxis. Jeder Alpbewirtschafter ist verpflichtet, die ihm zur Nutzung übertragene Alp nachhaltig zu bewirtschaften, wozu auch die vereinbarten Arbeiten zum ordentlichen Betrieb und Unterhalt der Alp gehören. Die OAK kann für Alpen oder Alpregionen fachlich geeignete Alpvögte bestimmen.

## Genossamen
Schon früh übertrug das Land Schwyz die Verwaltung der meisten Bodenallmenden und des Pflanzlandes den Dorfschaften, die ihre Organe (z. B. Kirchenräte, Gemeinderäte) damit beauftragten. Die Oberallmeind-Genossamen (Vereinigung aller Oberallmeind-Genossen der einzelnen Kirchgemeinden) entstanden 1882 durch Annahme des Teilungsprojektes. Damit entstanden in allen Gemeinden des Bezirkes Schwyz die Genossamen. Die Genossamen erhielten die niedrig gelegenen Bodenallmeinden bis «Mitte Berg» (ca. 800 m ü. M.) als Eigentum. Damit lösten sich die Genossamen von den Gemeinden und bestehen heute als selbständige juristische Personen mit eigenen Behörden und Statuten. Die Hoch- und Mittelalpen blieben als Ganzes und galten als Gut der Oberallmeindkorporation. Auf die Verteilung der Wälder wurde vorläufig verzichtet. In den Jahren 1909 und 1933 kam es zu kleineren Gebietsabtrennungen (Wälder). Seither blieb die Teilung der Oberallmeind abgeschlossen.

## Oberallmeindgebiet
Nachdem den Genossamen neben den Bodenallmeinden eine Alpfläche von insgesamt 2717 ha abgegeben wurde, verblieben als unverteilbares Oberallmeindgebiet noch 40 Alpgebiete mit 13'209 ha. Davon sind 6'500 ha Alpflächen, 2'800 ha Weidland/Riedgebiete und 3909 unproduktives Land. Die 40 Alpen bestehen aus 18 Kuh- und 18 Rinderallmeinden sowie vier Hochalpen. Auf diesen Alpen werden durchschnittlich 7'500 Stück Grossvieh und 5000 Schafe gesömmert.
Die interessanteste Einnahmequelle der Oberallmeind bildet der 9'000 ha umfassende Wald mit seiner 8'000 ha Produktivfläche.

## Gemeinschaftliche Nutzung als Gegenstand wissenschaftlicher Forschung
In den 1980er Jahren war die gemeinschaftliche Nutzung Gegenstand wissenschaftlicher Untersuchungen durch die spätere Wirtschaftsnobelpreisträgerin Elinor Ostrom. Nach ihren Studien in der Walliser Gemeinde Törbel und einigen weiteren Gemeinwesen in aller Welt stellte Ostrom die These auf, dass gemeinschaftliches Eigentum die natürlichen Ressourcen auf lange Sicht besser bewirtschaftet als privates oder staatliches Eigentum. Das Ergebnis der Studien stellte Ostrom in ihrem Hauptwerk Governing the Commons dar.
Die von Ostrom erkannten sieben Prinzipien für erfolgreiche Lösungen von lokalen Allmendeproblemen treffen auch auf die Oberallmeind zu: Es bestehen klar definierte Grenzen (Gebiet, Mitgliedschaft) und ein wirksamer Ausschluss von externen Nichtberechtigten. Die Aneignung und Bereitstellung der Allmenderessourcen sind den lokalen Bedingungen angepasst. Die Nutzer können an Vereinbarungen zur Änderung der Regeln zwecks Anpassung an ändernde Bedingungen teilnehmen (Oberallmeindgemeinde). Die Einhaltung der Regeln wird überwacht (Verwaltungsrat, Alpvogt). Es gibt abgestufte Sanktionsmöglichkeiten bei Regelverstössen (Verlust der Mitgliedschaft, Schadenersatz durch Auftreiber). Es gibt Mechanismen zur Konfliktlösung (öffentliche Gerichte, eidgenössische Tagsatzung im Hörner- und Klauenstreit). Die Selbstbestimmung der Gemeinde wird durch übergeordnete Regierungsstellen anerkannt (Kantonsverfassung).